# West (muzička grupa)
West je bio srpski i jugoslovenski autorski/kover Sympho/Jazz/Rock bend koji je nastao u tadašnjem Svetozarevu u jesen 1979.godine.

## Istorija
Predistorija ovog benda seže još u 1976. godinu kada su trojica tadašnjih srednjoškolaca – Ivan Ivica Maksimović – gitara (Svetozarevo, 12.08.1962. –  Jagodina, 07.11.2019), Saša Krstić – klavijature/pozadinski vokali (rođen 3. januara 1961. godine u Svetozarevu) i Zdravko Lalić – bubnjevi (rođen 4. marta 1960. godine isto u Svetozarevu) prošla razvojni put muzičara, prolazeći zajedno kroz više tadašnjih bendova u svom rodnom gradu (T.N.T.,Opsesia,Cobra). Svi napred pomenuti bendovi nisu imali stalnog basistu niti pevača, te su se oni često menjali.
Ista sudbina je zadesila i početak rada grupu koja je dobila naziv West početkom septembra 1979. godine. U to vreme, stariji brat Ivice – Petar ''Pera'' Maksimović (Svetozarevo, 29.05.1956. - Jagodina, 19.06.2014) se nalazi na odsluženju vojnog roka u Nišu i od prvih dana nastanka benda sa ovim nazivom, Saša Krstić vrši pregovore da upravo on i postane stalni basista. To će se i ostvariti posle njegovog odsluženja vojnog roka u aprilu 1980. godine kada i ulazi u ovaj sastav na basu i na pozadinskim vokalima i tada se konačno formira stabilna instrumentalna postava benda.
Nakon smrti Josipa Broza Tita – 4. maja 1980. godine – svi ex-YU Rock bendovi pauziraju sa radom tokom celog maja zbog opšte žalosti na državnom nivou gde su jedini izuzetak činili koncerti za Titov fond.
U junu 1980. godine, bend dobija i prvog pevača – Dragana Vranitovića Gagija iz Kraljeva kada i počinju potajno sa radom na muzici stila Hard Rock, obzirom da je bend sa Gagijem izvodio numere sastava Deep Purple (npr. numeru When a Blind Man Cries). Gagi se nije dugo zadržao zbog velike razdaljine i problema oko prevoza na relaciji Kraljevo – Svetozarevo, kao i zbog početka nastupa ovog benda širom ex-YU.
Tokom jula 1980. godine, bend nastupa najviše po SR Bosni i Hercegovini, kao i po SR Hrvatskoj gde se najduže zadržao u Gospiću (duže od  mesec dana) kada vokalnu ulogu preuzima njihov meštanin – Zlatko Ilić. Zlatko se nije dugo zadržao (pošto je vrlo brzo po stupanju u bend dobio poziv za odsluženje vojnog roka), te tada vokalnu ulogu preuzima Slavoljub Nenad Jelača (ex Tač) (rođen 4. juna 1952. god. u Magliću) koji nastupa sa bendom u Gospiću sve do kraja avgusta iste godine.
Tokom septembra 1980. godine, bend veoma često (ponovo) nastupa u svom gradu i to najčešće u Holu Gimnazije kada je za jedno veče moglo da se sakupi i preko 700 ljudi.
Svoju prvu autorsku instrumentalnu kompoziciju Pokreti duša  snimaju uživo oktobra 1980. godine u studiju Radio Svetozareva, a krajem istog meseca sa tom numerom uživo nastupaju i na TV Beograd u nedeljnom jutarnjem programu Hronike Šumadijsko–Pomoravskog Regiona.
U novembru 1980. godine, (po pozivu Saše Krstića) u bend dolazi Stjepan Kepa Feldwary (ex & post Krin) (rođen 21.07.1952. god. u Vinkovcima).
Na Gitarijadi u hali sportova Mladost u Svetozarevu - 16. januara 1981. godine, osvajaju Prvo mesto (pred 1.300 ljudi), a takođe u tom periodu imaju i nekoliko nastupa u Gimnaziji. a zatim i u Obrazovnom Centru Veljko Vlahović takođe u Svetozarevu tokom marta 1981. godine.
Ostaje zapamćen njihov nastup u Maloj Sali Kulturnog centra u Svetozarevu 25. Aprila 1981. godine u organizaciji lolalnog benda Tri sna za početak kada su maestralno izveli numeru Shine on you Crazy Diamond iz repertoara grupe Pink Floyd  u trajanju od preko 20 min. Posle ovog nastupa, Feldwary izlazi iz benda. 
Početkom maja 1981. godine na mesto vokala dolazi Aleksandar Stojković Aca Pevaljka (ex Tač i Puls) (Senje, 19.06.1953. – Jagodina, 06.04.2019) sa kojim nastupaju u Senju 19. juna 1981. godine i na još par nastupa u okolini.
Obzirom da je i angažman ''Ace Pevaljke'' kratko trajao (kao i činjenica da ni njegove glasovne mogućnosti nisu odgovarale zamisli da se svira Hard Rock), bend početkom septembra 1981. godine sklapa saradnju sa Brankom Savićem iz paraćinskog benda ''Parakinova Deca''. Posle nepunih mesec dana od početka te saradnje članovi (na predlog Petra ''Pere'' Maksimovića) odlučuju da promene svoj naziv u Metro, a i sam stil sviranja sa Sympho/Jazz/Roka na Hard Rok (vidi dalje pod ''Metro''- zvanična  Wikipedia).
Bend ''West'' je ostao upamćen u svom rodnom gradu kao bend sačinjen od vrsnih instrumentalista, te kao takav je još tada (u vreme dok je radio) okarakterisan kao druga lokalna ’’supergrupa’’ (prva je bila ’’Klan’’ u čijem  sastavu je pred kraj njihove karijere takođe klavijature svirao i Saša  Krstić).
Nakon 40 godina, 21.07.2020. godine je rađena digitalizacija prve autorske numere ovog benda - Pokreti duša  u studiju RTV KCN u Jagodini (na istom mestu gde je i snimana – oktobra 1980. godine u studiju tadašnjeg Radio Svetozareva), dok je remaster tog snimka rađen u studiju Boža u Jagodini od 22. do 31. jula 2020. godine kada je i javno objavljena na You Tube kanalu Zorana Uroševića Mr. Blackman–a.

## Spoljašnje veze
- Intervju sa članovima grupe West, objavljen u nedeljniku Novi Put, april 1981. god